# Katolske monarker
Titlen De Katolske Majestæter eller De Katolske Monarker blev tildelt Isabella af Kastilien og Ferdinand 2. af Aragonien, da de havde forenet de to kongeriger gennem deres ægteskab (personalunion). Paven, Alexander 6., gav dem titlen som kompensation for at have givet titlen "den mest kristne" til kongen af Frankrig.